# Прохладная улица (Москва)
Прохладная улица — улица на юге Москвы в районе Бирюлёво Восточное между Бутовской улицей и 1-й Радиальной. Нумерация домов начиналась от Бутовской улицы (от моста через железнодорожные пути), все дома имеют индекс 115516. Код улицы — 22190.

## История
Получила название 5 апреля 1965 года при присоединении посёлка Ленино к Москве. Прежнее название — Центральная улица и Прудовая улица.
Названа так для устранения одноименности (в состав Москвы включалось несколько улиц, имевших такое же название). и символизирует о Царицынском парке с его прудами и тенистыми аллеями.

### Здания и сооружения
До середины 1970-х годов являлась центром общественной жизни бывшего посёлка Ленино, велась оживлённая торговля промышленными и продовольственными товарами. К настоящему времени от бывшего поселка сохранились три здания:
- д. 18 — Церковь Божия Христиан Веры Евангельской (до упразднения посёлка Ленино в данном здании находился районный комитет КПСС и районный комитет ВЛКСМ, редакция районной газеты «Ленинский путь», а после упразднения и до середины 1990-х годов — фабрика «Трикотажница» производственного объединения инвалидов «Новатор»)
- д. 25 (указатель отсутствует) — одноэтажное здание бывшей Ленинской районной столовой-пивного бара (после упразднения посёлка — отнесена к тресту столовых Красногвардейского района г. Москвы)[5]. В 2000-х годах здесь размещался батальон милиции по охране Государственного музея-заповедника «Царицыно» Управления вневедомственной охраны УВД ЮАО. В настоящее время здание не эксплуатируется. Рядом, на пересечении с улицей Тюрина, находится сохранившееся здание вертикальной компоновки — бывшая районная трансформаторная подстанция (вл.1), однако нумерация подстанции относится к улице Тюрина.
- д. 28 — бывший районный Дом культуры, а после упразднения посёлка — Московский областной государственный театр юного зрителя (ныне Московский государственный театр РОСТА в Царицыно).

## Транспорт

#### Автобус
По Прохладной улице наземный общественный транспорт не проходит. Напротив театра РОСТА расположена остановка «Театр РОСТА» автобусов м82, с854.

#### Метро
- Станция метро «Орехово»
- Станция метро «Царицыно»

#### Железнодорожный транспорт
- Станция «Царицыно» МЦД-2